# 403

## Събития

### Според мястото

#### Западна Римска империя
- Аларих I напуска Италия след първата си неуспешна инвазия.
- Теодосий II става консул на Рим.